# John A. King
John Alsop King (3 janvier 1788 - 7 juillet 1867) est un homme politique américain.

## Biographie
Fils de Rufus King et de Mary Alsop, et frère de James G. King et de Charles King (en), il suit ses études à Harrow School.
Il est membre de New York State Assembly, puis du Sénat de l'État de New York.
Il est élu membre de la Chambre des représentants des États-Unis de 1849 à 1851.
Il est le père de John A. King (1817–1900) (en) et le beau-père de Henry Bell Van Rensselaer (en).

## Sources
- (en) Cet article est partiellement ou en totalité issu de l’article de Wikipédia en anglais intitulé « John A. King » (voir la liste des auteurs).